# メグカナ世代
メグカナ世代（メグカナせだい）とは、1984年4月2日から1985年4月1日の間に生まれた日本のバレーボール選手を総称した言葉である。
2004年アテネオリンピック代表の栗原恵、大山加奈の活躍にちなんで命名された。

## 概説
通常、春の高校バレーで身長185cmを超える女子選手は毎年1名いるかいないかだが、メグカナ世代が出場した第33回春の高校バレーには、栗原、大山、荒木絵里香など、多くの大型選手が活躍した。
このうち栗原と大山は、柳本晶一・全日本監督の大胆な若手の起用により2003年ワールドカップバレーボール、アテネオリンピック日本代表にも選出された。
しかしその後は、栗原と大山は度重なる怪我に苦しみ、大山は2010年に現役を引退。栗原はロンドンオリンピック日本代表から落選し、銅メダルを獲得したロンドンオリンピックでメンバー入りしたメグカナ世代の選手は、主将を務めた荒木ただ一人であった。
メグカナ世代で活躍した選手には、他に有田沙織、河村聖子、橋本直子、秋山美幸、平井香菜子、坂下麻衣子、今野加奈子、男子では三上圭治郎、金子隆行、志賀崇、富松崇彰、越川優らがいる。